# Schuttersveld Ede
Schuttersveld Ede is een ijsbaan in Ede in de provincie Gelderland. De natuurijsbaan is geopend in 1990 en ligt op 12 meter boven zeeniveau. 
Eigenaar van de baan is de Edese IJsvereniging. De baan wordt tevens gebruikt als skeelerbaan.

## Wedstrijden
- 2013 - Gelders kampioenschap natuurijs